# Чеслав Гернас

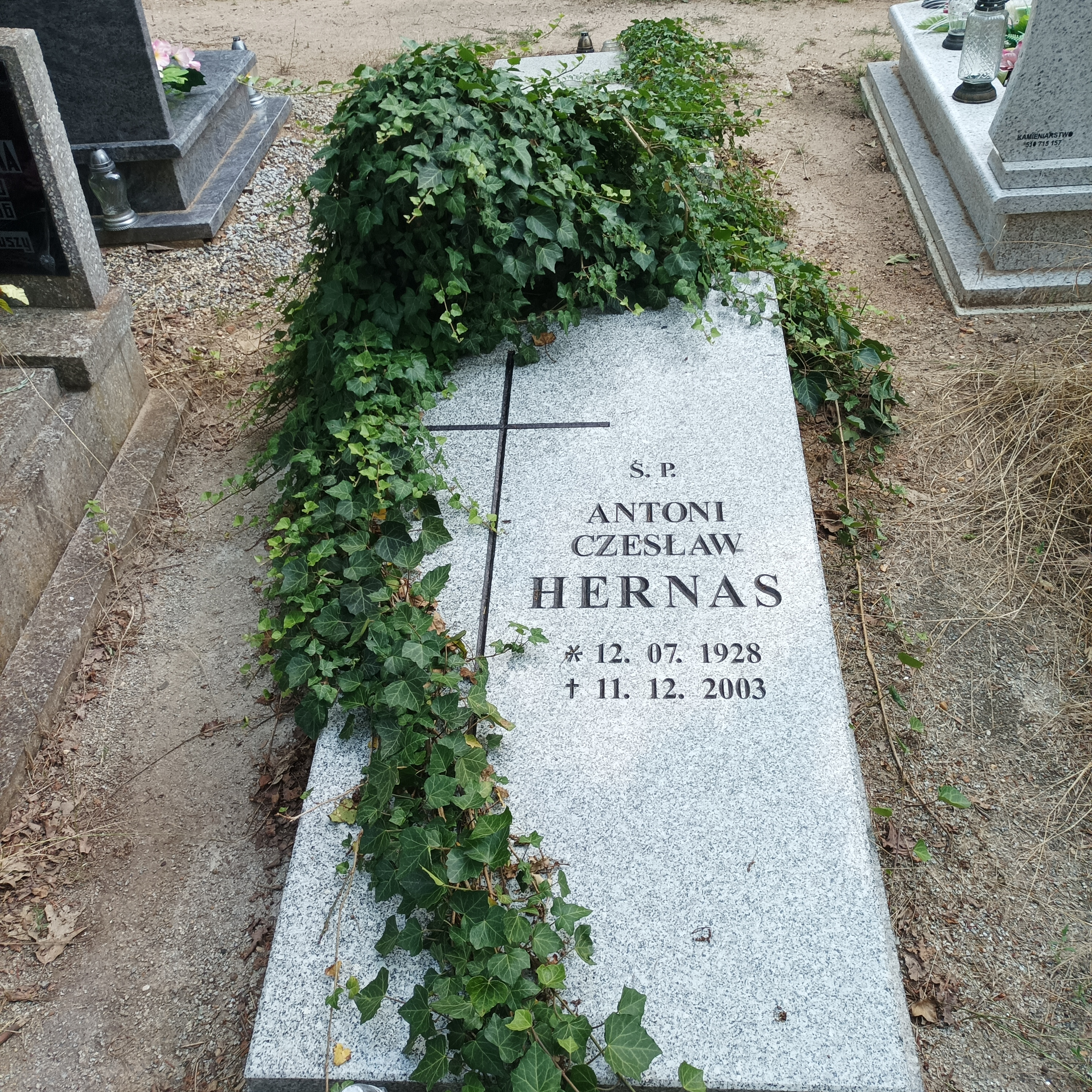
Могила Чеслава Гернаса на Особовицькому цвинтарі.

Че́слав Ге́рнас (пол. Czesław Hernas; 12 липня 1928, Сокаль — 11 грудня 2003, Вроцлав) — польський філолог та фольклорист, професор Вроцлавського університету.

## Біографія
Чеслав Гернас народився наймолодшим у сім'ї залізничника Юзефа Гернаса і Марії Гернас (до шлюбу Ніткевич). Навчався в Сокальській гімназії, 1947 року закінчив ліцей імені Генрика Сенкевича у Ланцуті, куди Гернаси переїхали зразу ж після Другої світової війни. Цього ж року почав вивчати польську філологію у Вроцлавському університеті. Заробляв на прожиття, сортуючи листи на пошті й працюючи статистом у театрі. На другому курсі став секретарем редакції видання «Вроцлавські зошити», а на третьому — асистентом Тадеуша Мікульського. 1950 року здобув диплом і в цьому ж навчальному закладі почав працювати асистентом кафедри історії польської літератури. Гернас приятелював з письменницею Марією Домбровською і, згідно з її заповітом, розпоряджався її літературною спадщиною. 1960 року з відзнакою захистив докторську дисертацію «Польські гейнали. Студії з історії мелічної поезії» (гейнали — сигнали, які подає трубач, сповіщаючи точний час або повідомляючи про небезпеку). За чотири роки Чеслав Гернас габілітувався, захистивши працю «Біля джерел польської фольклористики». У 1971-му дістав звання надзвичайного професора Вроцлавського університету, тоді ж обраний директором Інституту польської філології Вроцлавського університету й керував ним до 28 листопада 1985 року, коли його звільнив тодішній міністр. 1976 року став звичайним професором. З 1960-х він працював в Інституті літературних досліджень Польської академії наук (ПАН), у 1964—1970 очолював відділ старопольської літератури. У 1990—1993 обіймав посаду голови Комітету наук про польську літературу ПАН. У 1974—1982 роках керував проєктом «Польська народна культура, тенденції її розвитку і сприйняття».
Чеслав Гернас провадив активну громадську діяльність, виступав проти тодішнього комуністичного режиму. З 1977 року читав лекції в Летючому університеті, наприкінці 1970-х став членом
Товариства наукових курсів, товариства «Сфера студентської культури», «Сфера студентської культури», Клубу громадянської самооборони Нижньошльонського краю, публікував статті в незалежних часописах, зокрема в «Нижньошльонському бюлетені». Восени 1980-го він став співзасновником осередку «Солідарності» у Вроцлавському університеті, читав лекції студента-страйкарям. 1981 року взяв участь у Конгресі польської культури.
13 грудня 1981 року Чеслава Гернаса заарештували у Вроцлаві, 23 грудня перемістили до в'язниці у Ґродкові, а 24 липня 1982 року звільнили. У 1983-му він належав до співзасновників часопису «Присутність». Як член Сенату Вроцлавського університету, виступав на захист репресованих студентів і науковців, брав участь в акціях громадянського протесту, вічах, демонстраціях. Він підписав низку петицій, провадив активну культурницьку діяльність, зокрема викладав на Вроцлавських тижнях християнської культури.
Чеслав Гернас належав до членів ПАН, Польської академії знань, «Товариства підтримки і поширення наук», ПЕН-клубу і Collegium Invisibile.
16 серпня 1952 року Чеслав Гернас одружився з полоністкою Марією Копецькою. Помер 11 грудня 2003-го, похований на Особовицькому цвинтарі.

## Наукова діяльність
Чеслав Гернас був знавець літератури бароко, автор понад 200 наукових праць, у тому числі монографії «Бароко» (1972), «Література бароко» (1985) та багато інших. Також досліджував історію польської культури від XVI століття до сучасності, аналізував польський фольклор і його зв'язки зі старопольською культурою. У 1965—1990 роках — головний редактор серії «Старопольські студії», з 1972 р. — редактор щомісячника «Народна література», а з 1995-го — журналу «Вроцлавські східні студії». Був членом редакції видань «Відродження і Реформація в Польщі», «Слов'янське і східноєвропейське мистецтво» і «Польська література. Енциклопедичний довідник» (з 1976 року — голова редколегії).

## Праці
- Bibliografia literacka: styczeń — czerwiec 1950. Wydaw. Zakładu Narod. im. Ossolińskich, 1951
- O «Satyrach» Krzysztofa Opalińskiego: próba syntezy, Томи 8 – 9 (у співавторстві з Станіславом Гжещуком); Zakład Narodowy im. Ossolińskich, 1961
- Barok. PWN 1972
- Polska XVII wieku red. J. Tazbir (співавтор; автор від розділу Zarys rozwoju literatury barokowej), Wiedza powszechna, Warszawa 1977
- Literatura polska. Przewodnik encyklopedyczny (PWN, t. 1, 1984; t. 2, 1985) (голова редакційного комітету)
- Literatura baroku. PWN 1985
- Polnischer Barock. Surkamp Verlag, Frankfurt am Main 1991
- Religijność literatury polskiego baroku. (у співавторстві з Мирославою Ганусевич). Tow. Nauk. Katolickiego Uniwersytetu Lubelskiego, 1995

### Фольклористичні праці
- Hejnały polskie, Studia staropolskie, 1961
- W kalinowym lesie, t. 1-2, PIW 1965

## Нагороди
- Державна премія від Міністерства науки і вищої освіти (1964, 1966, 1973)
- Премія міста Вроцлава (1970)
- Державна премія від наукового секретаря ПАН (1973)
- Премія і Медаль Зиґмунта Ґлоґера (1987)[4]
- Премія імені Анджея Фрича Моджевського — гуртова, І ступеня (1990, нагороджений разом із іншими співробітниками в-ва «Відродження і Реформація в Польщі»)[7]
- Медаль Комісії народної освіти Польщі (1991)[4]
- Медаль імені Францішка Котулі (1991)[8]
- Премія Фонду імені Альфреда Южиковського (1996)
- Відзнака «За заслуги перед польською культурою»
- Командорський хрест Ордена Відродження Польщі (2001)[9]